# Pramoedya Ananta Toer
Pramoedya Ananta Toer (ur. 6 lutego 1925, zm. 30 kwietnia 2006) – indonezyjski prozaik. 
Pochodził z Jawy. Jego dorobek obejmuje ponad 30 powieści. Był jednym z kandydatów do nagrody Nobla. 
Jego dzieła to:
- The Buru Quartet – cykl opowiadań napisany na wyspie Buru
- Dziewczyna z wybrzeża – powieść, która miała rozpoczynać sagę o rodzinie autora

Powieści autora były zakazane w Indonezji.